# Mythology Tour
The Mythology Tour  fue la primera gira en solitario del músico de rock británico y cantante y compositor Barry Gibb, anteriormente de los Bee Gees . Tomó su nombre del conjunto de cajas de Bee Gees del mismo nombre .

## Gira
Barry Gibb  diseñó esta gira en octubre de 2012 como una celebración de sus hermanos Robin y Maurice . Barry comentó sobre la gira: "Estoy absolutamente encantado de que los amantes de la música australiana hayan acogido el Mythology Tour de todo corazón, dado que es el país donde comenzó todo. Estoy realmente humillado por esta respuesta y no puedo esperar para tocar estas canciones nuevamente en mi tierra natal.
Esta gira presenta a su hijo Steve con la hija de Maurice, Samantha. Como Barry le dijo a Centro de Entretenimiento de Sídney: "Como el lugar donde comenzamos hace tantos años, siempre hemos visto a Australia como nuestro hogar, por lo que es lógico que empecemos nuestra gira de mitología allí". Para el 5 de octubre de 2012, se planeaba que las entradas para la gira salieran a la venta.  La gira comenzó el 8 de febrero de 2013 con el concierto de Barry en el Centro de Entretenimiento de Sídney.

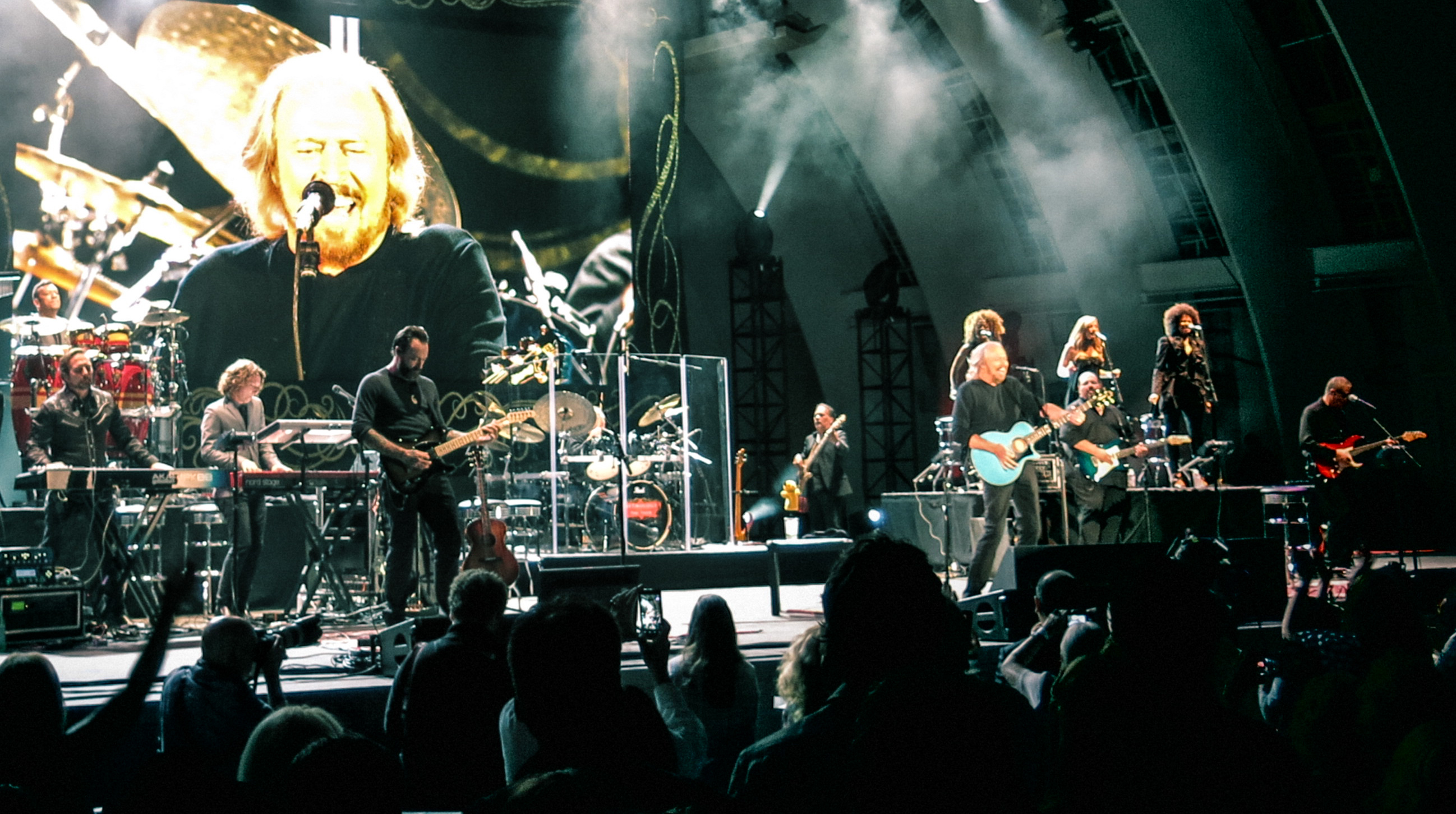
Imagen del Tour.

Mientras Barry realizó "Spicks and Specks", se mostró un mini documental en la pantalla de video. La hija de Maurice, Samantha, se unió a la banda para cantar "Cómo puedes reparar un corazón roto". Barry Gibb cantó "I Started a Joke" por primera vez con Robin cantando el resto de la canción en la pantalla de video con la banda.
En abril de 2013, Barry anunció su primera gira en solitario por el Reino Unido y que tocaría cinco fechas en Reino Unido e Irlanda entre el 21 de septiembre y el 3 de octubre. Stuart Galbraith, de Kilimanjaro Live, promocionó la etapa británica de la "gira de mitología". La etapa estadounidense de la gira comenzó en Boston en mayo de 2014.

## Lista de canciones
- "Jive Talkin'"[nota 1]
- "Lonely Days"[nota 2]
- "You Should Be Dancing"[nota 3]
- "First of May" [16]
- "To Love Somebody" [17]
- "How Can You Mend a Broken Heart" [18]
- "Fever/Stayin' Alive"
- "How Deep Is Your Love"[nota 4]
- "On Time"
- "The Long and Winding Road" (de Paul McCartney)[20]
- "I've Gotta Get a Message to You"[21]
- "I Started A Joke / Kilburn Towers"[22]
- "Playdown"
- "Spicks and Specks"[23]
- "With the Sun in My Eyes"
- "Morning of my Life"[24]
- "Every Christian Lion Hearted Man Will Show You"
- "I Started a Joke"[25]
- "Islands in the Stream"
- "Guilty"[26]
- "Words"
- "Night Fever / More Than a Woman"[nota 5]
- "Ordinary Lives" [29]
- "Immortality"
- "Stayin' Alive"[nota 6]

```
 El espectáculo del 23 de febrero en Nueva Zelanda titulado 'Mission Estate Concert' en el que 
Wellington International Ukulele Orchestra
 y 
Carole King
 son invitados especiales.
[
32
]
```

## formación de gira
- Barry Gibb - vocalista principal, guitarra
- Steve Gibb - guitarra, voz principal en "Fight The Good Fight", "On Time" y "Tengo que enviarte un mensaje" (primer verso)
- Samantha Gibb - voces de armonía en "How Can You Mend a Broken Heart" y "Run to Me", y voces principales en "Chain Reaction" y "If I Can't Have You"
- Richard Bravo - percusión
- Tim Cansfield - guitarra
- Beth Cohen - voz principal y coros
- Doug Emery - teclados, coros
- Julio Hernández - bajo
- Lee Levin - batería
- Charlotte McKinnon - coros
- Leesa Richards - coros
- Ben Stivers - teclados
- Dan Warner - guitarra solista, coros
- John Merchant - Ingeniero de sonido
- Joe Lizano - técnico de guitarra de Barry
- Lázaro Rodríguez - técnico de guitarra de Stephen